# Sebastià Baixet
Sebastià Baixet (Bellpuig, Lleida, s. XIX) fou organista i prevere de la catedral de La Seu d'Urgell el 1826, ciutat on va residir, com a mínim, fins al 1867. Abans havia estat organista de la catedral de Solsona.